# Commoptera
Commoptera is een geslacht van insecten uit de familie van de Bochelvliegen (Phoridae), die tot de orde tweevleugeligen (Diptera) behoort.

## Soort
- C. solenopsidis Brues, 1901